# Platysenta persicola
Platysenta persicola là một loài bướm đêm trong họ Noctuidae.